# Mirna Rincón Vargas
Mirna Cecilia Rincón Vargas (Tijuana, Baja California; 22 de febrero de 1959) es una política mexicana miembro del Partido Acción Nacional. Ha sido diputada federal y Presidenta Municipal de Playas de Rosarito.